# Битва при Пласентии (1692)
Битва при Пласентии (англ. Battle of Placentia) — битва, прошедшая с 16 по 21 сентября 1692 году между англичанами и французами из форта Сент-Луис (Касл Хилл) в Пласентии, Ньюфаундленд и Лабрадор, во время Войны короля Вильгельма.

## Предыстория
В 1662 году для защиты портового города Плезанс был построен одноимённый форт. Вначале там находилось 4 пушки, но уже в 1667 году их количество увеличилось до 32.
Во время войны короля Вильгельма 25 февраля 1690 года 45 британских флибустьеров из Ферриленда во главе с Германом Уильямсоном атаковали Плезанс. Убив двух солдат и ранив губернатора Луи де Пастура де Костебеля, они завладели городом и разрушили форт Население города находилось в заключении в церкви шесть недель, пока 5 апреля англичане не покинули его..
В 1691 году французы заменили бывший форт на форт Сен-Луи, в котором разместили 50 солдат.

## Битва
16 сентября пять английских судов стали на якорях неподалёку от французского гарнизона в Пласентии. Примерно 500 человек высадилось с кораблей на берег. 18 сентября коммодор судна HMS St Albans Томас Гиллам (Уильямс) призвал губернатора Жака-Франсуа де Монбетон де Бруйян сдаться, но тот отказался. 19 сентября англичане обстреляли форт и его гарнизон. Филипп Пастур де Костебель и Луи Арманд, барон де Лаонтан возглавили оборону гарнизона. По итогу французы убили 6 англичан и 1 француз был ранен. Десант англичан был остановлен, а 21 сентября, после поджога домов в Поинт-Верде, английская эскадра отступила.

## Последствия
В августе 1693 года адмирал Фрэнсис Уилер, имевший в своей эскадре 19 кораблей, не атаковал форт, думая, что тот слишком опасен.